# Rey Bautista
Rey Bautista, all'anagrafe Reynaldo Bautista (Candijay, 19 giugno 1986), è un ex pugile filippino.
È soprannominato "Boom Boom".

## Biografia
Rey "Boom Boom" Bautista è nato a Candijay, Bohol, Filippine. Ha speso la gioventù lavorando nei campi di riso assieme alla famiglia. Alla ricerca di una vita migliore ha deciso di diventare un pugile ed è passato al mondo dei professionisti giovanissimo, poco prima di compiere 17 anni.

## Carriera
Bautista è stato scoperto da Nemi Monton e da dilettante ha combattuto in vari tornei amatoriali a Bohol e vinto una medaglia d'oro nel 2002 al National Youth Open svoltosi a Cebu City. È stato anche nominato Best Boxer dalla Amateur championships.
Ha iniziato la sua carriera da professionista il 12 giugno 2003 a Cebu, dove ha sconfitto il connazionale Rey Compendio per verdetto unanime dopo 6 riprese. In seguito ha vinto altri 16 incontri, la maggior parte dei quali si sono svoti a Cebu, o nella sua terra natia Bohol.
Il suo primo grande break è arrivato il 10 settembre 2005, quando sconfitto Félix Flores per KO all'8ª ripresa allo Staples Center di Los Angeles.
Nell'undercard del The World Awaits (De La Hoya – Mayweather), Bautista è riuscito a salire in cima alla lista pretendenti al titolo WBO dei pesi supergallo, sconfiggendo ai punti Sergio Medina. Pur essendo riuscito ad atterrare Medina, anche a Boom Boom è toccata la stessa punizione, dopo una serie di potenti colpi sferrati dall'argentino.
L'11 agosto 2007 Bautista ha affrontato il "guerriero" messicano Daniel Ponce de León per la corona WBO dei supergallo. L'incontro è stato l'ultimo match dell'evento Philippines VS Mexico (organizzato dal Chico de Oro Óscar de la Hoya), nel quale hanno anche combattuto i suoi connazionali Alex John Banal, Z Gorres e Gerry Peñalosa, tra gli altri. Partito con il grande supporto dei suoi tifosi filippini, Bautista non è riuscito ad offrire la prestazione che in molti si aspettavano, soccombendo alla 1ª ripresa sotto i letali colpi dell'avversario. Dopo essere caduto per un colpo in pieno volto Bautista è riuscito a rialzalsi, ma sul riprendere del match Ponce de Leon lo ha subito aggredito con una nuova serie di pugni, che hanno costretto il direttore di gara a porre fine alla disputa. Questa è stata la prima sconfitta da pro per Bautista.
Archiviata la batosta subita dal Leon, Rey ha deciso di affrontare il messicano Antonio Meza all'Araneta Coliseum di Quezon City per la corona Intercontinentale WBO dei supergallo. Dopo 12 riprese intense Boom Boom è riuscito a portarsi a casa una vittoria per verdetto unanime con i seguenti cartellini: 117-111, 116-112 e 118-110.
Successivamente Bautista si è trovato di fronte un altro messicano, Genaro Camargo, ai tempi con un record di 18-3. L'incontro era parte dell'evento The Invasion: Philippines vs The World. I due si sono scontrati il 6 aprile 2008 per la cintura Intercontinentale WBO dei supergallo nuovamente all'Araneta. Dopo aver atterrato il rivale per due volte nel 1º round, Bautista è riuscito a sconfiggere l'avversario con un rapido KO al 2º round, riconfermandosi campione del titolo regionale.
Il 30 agosto 2008 Rey ha affrontato Eden "Anestecista" Marquez al Cebu Waterfront Hotel & Casino di Lahug di nuovo con la corona del pugile filippino in palio. Marquez è stato costretto ad arrendersi alla 2ª ripresa per KOT, dimostrando che Bautista era ancora uno dei pugili più promettenti e forti provenienti dall'arcipelago filippino. Tuttavia nel match successivo di Boom Boom, il filippino ha riconfermato che mancava ancora qualcosa per fare il grande passo, il grande salto di qualità. È stato infatti sconfitto dal messicano Heriberto Ruiz (39-7-2) all'MGM Grand di Las Vegas. La sconfitta è stata netta: 70-80, 72-78 e 73-77 per Ruiz. In seguito è stato rivelato che Bautista aveva lottato con un polso fratturato, anche prima di affrontare Ponce de Leon. È stato così sottoposto a un'operazione per eliminare i fastidi al polso.
Il 16 ottobre 2009 Rey ha affrontato l'indonesiano Marangin Marbun a Cebu, per la corona vacante WBC ad interim dei pesi piuma. Questo è stato il primo match del pugile filippino nella nuova divisione. Acclamato dai suoi tifosi, Bautista (27-2) è riuscito a trionfare alla settima ripresa per ferita del suo avversario. Lo scontro è stato piuttosto rovente sino alla fase finale, quando Bautista ha centrato tre volte Marbun, costringendolo al conteggio in piedi. L'arbitro ha poi constatato la ferita dell'indonesiano e ha dichiarato il match terminato.